# Macrocondyla argentinae
Macrocondyla argentinae är en tvåvingeart som beskrevs av Paramonov 1940. Macrocondyla argentinae ingår i släktet Macrocondyla och familjen svävflugor. Inga underarter finns listade i Catalogue of Life.